# Domnești-Sat
Domnești-Sat – wieś w Rumunii, w okręgu Vrancea, w gminie Pufești. W 2011 roku liczyła 216
mieszkańców